# NGC 2564
NGC 2564 este o galaxie lenticulară situată în constelația Pupa. A fost descoperită în 28 ianuarie 1837 de către John Herschel.